# Henry Taube
Henry Taube (Neudorf, 30 de novembro de 1915 — Palo Alto, 16 de novembro de 2005) foi um químico estadunidense nascido no Canadá, conhecido por ter recebido o Prêmio Nobel de Química de 1983 por "seu trabalho nos mecanismos de reações de transferência de elétrons, especialmente em complexos metálicos". Ele foi o segundo químico canadense a ganhar o Prêmio Nobel e continua sendo o único ganhador do Prêmio Nobel nascido em Saskatchewan. Taube completou sua graduação e mestrado na Universidade de Saskatchewan, e seu Ph.D da Universidade da Califórnia, Berkeley. Depois de terminar a pós-graduação, Taube trabalhou na Universidade de Cornell, na Universidade de Chicago e na Universidade de Stanford.
Além do Prêmio Nobel, Taube também recebeu muitos outros prêmios científicos importantes, incluindo a Medalha Priestley em 1985 e duas bolsas Guggenheim no início de sua carreira (1949 e 1955), bem como vários doutorados honorários. Sua pesquisa se concentrou em reações redox, metais de transição e o uso de compostos marcados isotopicamente para acompanhar as reações. Ele teve mais de 600 publicações, incluindo um livro, e orientou mais de 200 alunos durante sua carreira. Taube e sua esposa Mary tiveram três filhos; seu filho Karl é antropólogo na Universidade da Califórnia em Riverside.

## Pesquisa e carreira acadêmica

### Vida acadêmica e profissional
Após completar sua educação, Taube permaneceu nos Estados Unidos, tornando-se instrutor de química em Berkeley até 1941. Inicialmente, ele queria voltar ao Canadá para trabalhar, mas não obteve resposta quando se candidatou a empregos nas principais universidades canadenses. De Berkeley, ele serviu como instrutor e professor assistente na Universidade Cornell até 1946. Durante a Segunda Guerra Mundial, Taube serviu no Comitê de Pesquisa de Defesa Nacional. Taube passou um tempo na Universidade de Chicago como professor assistente, professor associado e professor titular de 1946 a 1961. Ele serviu como chefe do departamento de química em Chicago de 1956 a 1959, mas não gostou do trabalho administrativo. Depois de deixar Chicago, Taube trabalhou como professor na Universidade de Stanford até 1986, uma posição que lhe permitiu focar na pesquisa, enquanto também lecionava em níveis de graduação e pós-graduação. Ele se tornou Professor Emérito em Stanford em 1986, mas continuou a realizar pesquisas até 2001, e visitou seus laboratórios todos os dias até sua morte em 2005. Além de suas funções acadêmicas, Taube também atuou como consultor no Laboratório Nacional de Los Alamos de 1956 até os anos 1970.

### Interesses de pesquisa
A pesquisa inicial de Taube na Cornell University se concentrou nas mesmas áreas que ele estudou como estudante de graduação, agentes oxidantes contendo oxigênio e halogênios e reações redox com essas espécies. Ele usou oxigênio-18 marcado isotopicamente e cloro radioativo para estudar essas reações. Ele foi reconhecido pela American Chemical Society em 1955 por seus estudos de isótopos.
O interesse de Taube pela química de coordenação foi despertado quando ele foi escolhido para desenvolver um curso de química inorgânica avançada na Universidade de Chicago. Ele não conseguiu encontrar muitas informações nos livros didáticos disponíveis na época. Taube percebeu que seu trabalho sobre a substituição de carbono em reações orgânicas poderia estar relacionado a complexos inorgânicos. Em 1952, Taube publicou um artigo importante relacionando as taxas de reações químicas à estrutura eletrônica em Chemical Reviews. Esta pesquisa foi a primeira a reconhecer a correlação entre a taxa de substituição de ligante e d -configuração eletrônica do metal. A principal descoberta de Taube foi a forma como as moléculas constroem um tipo de "ponte química" em vez de simplesmente trocar elétrons, como se pensava anteriormente. A identificação dessa etapa intermediária explicou por que as reações entre metais e íons semelhantes ocorreram em taxas diferentes. Seu artigo na Chemical Reviews foi desenvolvido durante um período sabático no final dos anos 1940. Um artigo na Science chamou este artigo de "um dos verdadeiros clássicos da química inorgânica" depois que seu Prêmio Nobel foi anunciado. Taube pesquisou rutênio e ósmio, ambos os elementos têm uma alta capacidade de colagem posterior. Esse tipo de doação de elétrons foi fundamental para estudar a maneira como os elétrons são transferidos entre as moléculas em uma reação química.
Ao relembrar sua pesquisa, Taube explicou que às vezes tinha dificuldade em encontrar alunos de pós-graduação dispostos a trabalhar em reações de transferência de elétrons, já que preferiam trabalhar em projetos mais "emocionantes" em seu laboratório com foco nos efeitos de traçadores isotópicos e cinética. Taube sentiu que uma "falha primária" com sua correlação entre a configuração do elétron e a substituição do ligante era que ela foi descrita principalmente em termos da teoria da ligação de valência, já que a teoria do campo cristalino e a teoria do campo ligante não estavam bem estabelecidas quando ele publicou seu trabalho em 1952.

## Publicações
- Taube, H., Jackson, J. A. & J. F. Lemons. "Oxygen-17 NMR Shifts Caused by Cr{Sup ++} in Aqueous Solutions", Los Alamos Scientific Laboratory, United States Department of Energy (através da agência antecessora, a Atomic Energy Commission), (1962).
- Taube, H. "Reactions of Solvated Ions Final Report", University of Chicago, United States Department of Energy (através da agência antecessora, a Atomic Energy Commission), (Set., 24, 1962).
- Taube, H. & A. Viste. "Isotopic Discrimination of Some Solutes in Liquid Ammonia", University of Chicago, Stanford University, United States Department of Energy (através da agência antecessora, a Atomic Energy Commission), (1966).
- Taube, H. "Final Technical Report of Research", Stanford University, United States Department of Energy (através da agência antecessora, a Atomic Energy Commission), (Abr., 3, 1972).